# Jérôme Choquette
Pour les articles homonymes, voir Choquette.
Jérôme Choquette (né le 25 janvier 1928 à Montréal et mort le 1er septembre 2017 dans la même ville) est un avocat  et un homme politique canadien.
Il a été député du district électoral d'Outremont à l'Assemblée nationale du Québec de 1966 à 1976, ministre dans le gouvernement Bourassa de 1970 à 1975, chef du Parti national populaire de 1975 à 1977 et maire de la ville d'Outremont de 1983 à 1991.

## Biographie

### Formation et début de carrière
Jérôme Choquette est le fils de Claude Choquette, avocat, et de Pauline Geoffrion. Il est le petit-fils de l'ancien député Amédée Geoffrion et de l'ancien conseiller législatif Ernest Choquette.
Il obtient une licence en droit à l'université McGill en 1949 et il est admis au barreau du Québec. Il obtient un doctorat en économie à la faculté de droit de Paris en 1951 et il étudie à l'école d'administration des affaires de l'Université Columbia de New York.
Dans les années 1950, il exerce la profession d'avocat à Montréal. En 1954, lors de l'enquête sur la corruption et la moralité à Montréal, présidée par le juge François Caron, Jérôme Choquette défendait pour sa part certaines des personnes accusées, dont le chef de police Albert Langlois. En 1956-1957, il préside l'Association du jeune Barreau de Montréal.

### Carrière politique

#### Politique nationale

##### Parti libéral
Jérôme Choquette est vice-président de la Fédération libérale du Québec et président de sa commission politique.
Il est élu député du Parti libéral du Québec dans le district électoral d'Outremont lors de l'élection générale québécoise de 1966. Il siège ainsi dans l'opposition face au gouvernement unioniste de Daniel Johnson.
Il est réélu député lors de l'élection générale d'avril 1970, lors de laquelle le Parti libéral accède au pouvoir. Jérôme Choquette est nommé, dans le premier gouvernement de Robert Bourassa, ministre des Institutions financières, Compagnies et Coopératives, du 12 mai au 1er octobre 1970, puis ministre de la Justice, du 1er octobre au 30 juillet 1975, poste qui inclut d'office la fonction de Procureur général. À ce titre, il est l'un des acteurs de premier plan lors de la crise d'octobre de 1970, lors de laquelle le gouvernement dont il fait partie, invoquant comme raison qu'il existerait un complot pour le « renversement du gouvernement », la préparation d'une « insurrection » et la « destruction de l'ordre social », demande des pouvoirs d'exception pour arrêter et détenir les citoyens sans mandat, accusation ni recours, à la discrétion du Procureur général. En quelques jours, un demi-millier de citoyens soupçonnés d'avoir des sympathies pour des idées de gauche seront ainsi arrêtés et détenus sous l'autorité de Jérôme Choquette. Après la proclamation de ces mesures d'urgence, son collègue Pierre Laporte, enlevé plus tôt durant la crise, est tué. Le 5 juillet 1973, alors que Jérôme Choquette est questionné par les députés d'opposition à l'Assemblée nationale au sujet des rapports d'enquêtes de la Sûreté du Québec ayant eu cours en 1970 relativement à des relations entre l'entourage de Pierre Laporte et la mafia, enquêtes que les policiers avaient dû interrompre sur ordre d'un supérieur, il s'effondre en larmes à l'Assemblée et confirme l'affaire. Il est réélu député lors de l'élection générale de 1973.
Au cours de son mandat comme ministre de la Justice, l'Assemblée nationale adopte notamment la Charte des droits et libertés de la personne et la Loi sur l'aide juridique et crée la Cour des petites créances. Jérôme Choquette affirme aussi avoir favorisé des mesures législatives en matière de protection de la jeunesse et le poste d'ombudsman pour les services gouvernementaux.
Le 30 juillet 1975, il est remplacé comme ministre de la Justice par Gérard D. Lévesque. Choquette est ensuite brièvement ministre de l'Éducation, du 31 juillet au 26 septembre 1975. À ce poste, il préconise une modification à la Loi sur la langue officielle afin que, sauf pour les enfants de langue maternelle anglaise, l'école en français soit la règle pour tous, mais cette proposition est rejetée par le Premier ministre Bourassa, qui préfère que le critère d'exemption soit la connaissance de la langue anglaise évaluée par des tests linguistiques plutôt que la langue maternelle anglaise. Le 26 septembre 1975, à la suite de ce désaccord, Choquette quitte le gouvernement, démissionne du Parti libéral et siège comme député indépendant.  Il explique les raisons de sa démission dans une conférence de presse le 27 septembre. Deux mois plus tard, le journal La Presse mentionne l'hypothèse que sa démission aurait pu également avoir un lien avec un dossier concernant notamment la Société des alcools : « Certaines personnes ont depuis laissé entendre que le départ de M. Choquette du Parti libéral était relié à ce dossier. M. Choquette n’a jamais voulu catégoriquement démentir ces rumeurs. »

##### Parti national populaire
Le 14 décembre 1975, avec le député indépendant de Beauce-Sud, l'ex-créditiste Fabien Roy, Jérôme Choquette fonde le Parti national populaire (PNP), une formation politique de centre-droit qui n'aura qu'une existence de quelques années. Choquette est le chef de ce nouveau parti et est confirmé à ce poste le 24 octobre 1976 lors d'un congrès à Québec. Lors de l'élection générale de 1976, le PNP présente 36 candidats (sur 110 circonscriptions) et recueille environ 1 % des votes. Roy est réélu député de Beauce-Sud mais Choquette est défait comme député d'Outremont par André Raynauld, le candidat du Parti libéral. Après cette défaite, il retourne à la pratique du droit à Montréal en 1976. Il démissionne du PNP le 29 mars 1977. Il redevient membre du Parti libéral le 16 janvier 1978.

#### Politique municipale

##### Outremont
Jérôme Choquette est élu maire de la ville d'Outremont pour le parti de la Réforme municipale d'Outremont (PRMO) de 1983 à 1991. Au cours de son mandat, il a complètement remboursé la dette à long terme de la Municipalité, annulé un contrat informatique suspect visant à doter la Municipalité de logiciels douteux mais approuvé au cours des derniers mois par la législature précédente et mis de côté à même les excédents budgétaires un montant de 1 million de dollars pour la création d'une nouvelle bibliothèque municipale demandée par les citoyens par le biais d'une consultation approuvée par le Comité consultatif sur les Loisirs présidé par le Conseiller Larry Dea. Au cours de son premier mandat de 1983 à 1987, le CONSEIL MUNICIPAL supprime la dette à long terme de façon à améliorer les finances de la municipalité. Il revise aussi en profondeur les services et les budgets de façon à baisser les taxes payées par l'ensemble des contribuables. Les ententes syndicales sont révisées de façon à réduire les budgets et permettre l'engagement d'un plus grand nombre d'étudiants au cours de la période d'été. Le budget total est supérieur à 20 Millions de dollars CAN pour une population d'environ 23 000 habitants.

##### Montréal
En 1993, il fonde le Parti des Montréalais et tente sa chance à la mairie de Montréal, mais il est battu par Pierre Bourque lors de l'élection municipale de 1994.

### Après la politique
Durant son mandat à Outremont et après la politique, Il pratique le droit dans son cabinet sur l'avenue du Parc au centre-ville de Montréal. Il pratique le droit avec quelques associés dont André Rhéaume et Akos de Muszka.

#### Radiation du Barreau
En 2010, Jérôme Choquette, au nom de clients qu'il représente, dépose des plaintes au Conseil canadien de la magistrature contre les juges Richard Wagner et Jacques R. Fournier, en alléguant une collusion en rapport avec des affaires jugées en 2005 et 2007. Le Conseil refuse de donner suite à la plainte. En 2011, au nom de ses clients, il dépose en cour supérieure une requête en annulation des jugements de 2005 et 2007.  Cette requête est rejetée.  En mars 2012, Jérôme Choquette est intimé devant le Conseil de discipline du Barreau pour faire face à sept chefs d'accusation relativement aux propos contenus dans ces procédures à l'égard d'autres avocats et des juges. Selon la plainte du syndic adjoint du Barreau, la protection du public serait compromise car « l'intimé se fait l'écho servile et sans discernement de divers scénarios invraisemblables de complots qui auraient été ourdis contre ses clients par des avocats et des juges » et « l'intimé refuse de reconnaître que de telles attaques contre les juges de la Cour supérieure et certains avocats sont inacceptables et dénuées de toute vraisemblance et persiste dans ses attaques contre les juges Wagner et Fournier et ses confrères représentant les parties adverses ». Le 12 septembre 2012, Jérôme Choquette est radié du Barreau du Québec par le Conseil de discipline en attendant la décision finale dans l'affaire,,. Le Conseil de discipline affirme qu'une requête pour une ordonnance de radiation provisoire immédiate est une mesure exceptionnelle mais que les reproches contre l'intimé sont graves et sérieux et que « la protection du public exige qu’une ordonnance de radiation provisoire du droit d’exercer ses activités professionnelles soit émise à l’encontre de l’intimé ».
Au sujet de la Crise d'Octobre, il déclare en privé en 2008 que cela ne s'est pas passé du tout comme cela. Dans un mémorandum de John Starnes du 29 octobre 1970, celui-ci écrit : 
"It appeared that the municipal authorities in Montreal had information which appeared to implicate the Quebec minister of Justice, Mr. Choquette, in the FLQ conspiracy."

## Honneurs
- 1963 : Conseil en loi de la reine (c.r.)[3]
- Le journal National Post affirme en 2012 que Jérôme Choquette aurait été le récipiendaire de la Médaille du Barreau du Québec trois ans plus tôt[11], mais le site du Barreau du Québec ne semble pas mentionner une telle attribution[15]. En fait, il est récipiendaire de la médaille du Barreau de Montréal, à ne pas confondre[16].